# Floirac (Charente Marittima)
Floirac è un comune francese di 330 abitanti situato nel dipartimento della Charente Marittima nella regione della Nuova Aquitania.

## Società

### Evoluzione demografica
Abitanti censiti